# Ludwig Roselius Museum

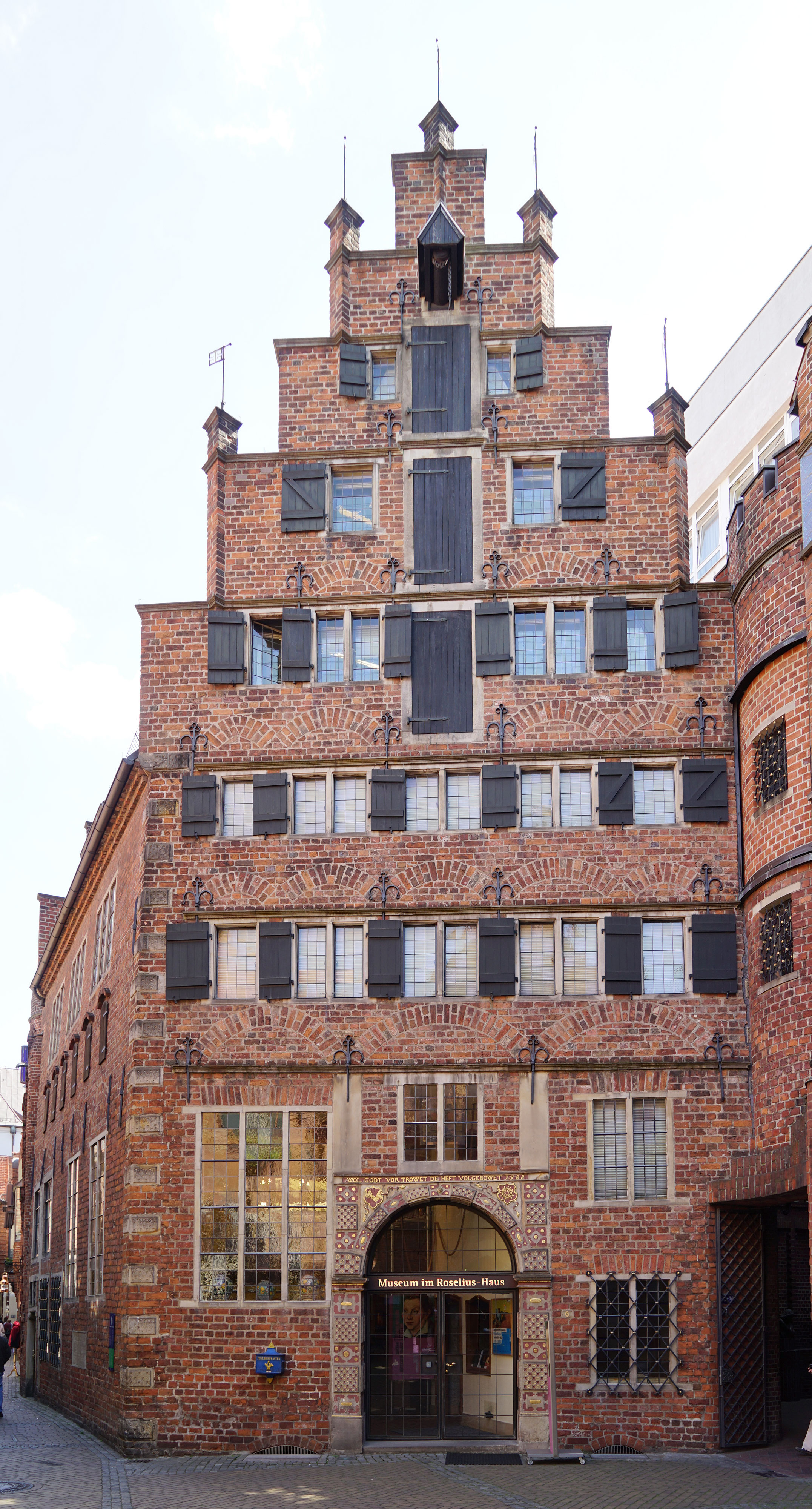
Ludwig Roselius Museum

Das Ludwig Roselius Museum zeigt nordeuropäische Kunst vom Mittelalter bis zum Barock. Es befindet sich in der Böttcherstraße Nr. 6 in Bremen, die zu den bedeutendsten Touristenattraktionen der Hansestadt Bremen zählt.
Das Gebäude steht seit 1973 unter Bremer Denkmalschutz.

## Baugeschichte
Das Ludwig Roselius Museum ist ein Bürgerhaus aus dem 16. Jahrhundert. Zu dieser Zeit hatte die Böttcherstraße einen hohen Stellenwert als Zufahrt vom Bremer Marktplatz zum Hafen. Auf Grund der Lage waren hier hauptsächlich Handwerker ansässig. So ist auch die Namensgebung auf den Handwerksstand der Böttcher zurückzuführen, die Fässer fertigten. Das Gebäude wurde 1588 im Stil der Renaissance errichtet.
Durch die Verlegung des Hafens verlor die Böttcherstraße Ende des 19. Jahrhunderts an Bedeutung und drohte zu verfallen. 1902 erwarb der erfolgreiche Bremer Kaufmann und Inhaber von Kaffee HAG Ludwig Roselius (1874–1943), das Haus Nr. 6. Der Erfinder des entkoffeinierten Kaffees wurde zudem als Mäzen bekannt, der unter anderem die Mitglieder der Künstlerkolonie Worpswede wie Heinrich Vogeler und Bernhard Hoetger unterstützte und sich im niedersächsischen Heimatschutz engagierte. 1906 ließ Roselius das Haus Nr. 6 von seinem Schwager Ernst Müller-Scheeßel (1863–1936) restaurieren. Danach wurde das Gebäude zunächst als Kontor- und Speisehaus für die Kaffee-HAG-Angestellten genutzt. Außerdem stellte Ludwig Roselius die Räumlichkeiten der Niedersachsenrunde und anderen ihm nahestehenden Vereinen zur Verfügung. Nachdem er auch die restlichen Gebäude der Böttcherstraße gekauft oder gepachtet hatte, begann Roselius 1922 mit dem vollständigen Umbau der Straße. Sein Ziel war es, das Ensemble als „lebendiges Beispiel großzügigen Mäzenatentums und hanseatischer Lebensart“ weltbekannt zu machen. Bis auf das Haus Nr. 6 ließ Ludwig Roselius alle Häuser der Böttcherstraße ganz oder teilweise abreißen und wiederaufbauen. Er nahm an, dass das Haus Nr. 6 seit dem 14. Jahrhundert bestünde und somit eines der ältesten Häuser Bremens sei. Um die Bedeutung des Baus zu unterstreichen, brachte er eine Tafel an der Fassade des Hauses an, auf der alle Hauseigentümer ab 1300 verzeichnet waren. Die Fassade ließ er im gotischen Stil – und nach seinem Ermessen originalgetreu – von den Architekten Carl Eeg und Eduard Runge umbauen. Allerdings stellt der Kunsthistoriker Uwe Bölts klar, dass diese „Wiederherstellung […] als Konstrukt anzusehen“ sei und Roselius’ Idee, den Ursprung des Hauses in das 14. Jahrhundert zu verlegen, den Quellen nicht stand halte.

## Ludwig Roselius Museum
Nach den Umbauarbeiten eröffnete Ludwig Roselius das Museum am 13. Oktober 1928 und machte damit seine private Kunstsammlung öffentlich. Es handelte sich hierbei um das erste Sammlermuseum Bremens, das gleichzeitig als Gesamtkunstwerk konzipiert war: Ludwig Roselius hat in der Böttcherstraße Nummer 6 ein altbremisches Patrizierhaus entstehen lassen. Davon zeugt nicht nur die Fassade des Hauses, sondern auch die Einrichtung der Räume: Küche, Diele, und Esszimmer sind Bestandteil des Museums. In diesem Ambiente stellte Roselius seine Kunstsammlung aus, die die Kunst der Region quer durch die Epochen repräsentieren sollte. So gehörten zum Bestand Werke aus dem Frühmittelalter bis zum Barock.
Zur Eröffnung verfügte das Museum über elf Ausstellungsräume, nach einem Umbau kam ein weiterer Raum hinzu. Im Zweiten Weltkrieg wurde das Haus bis auf die Fassade zerstört. Die Sammlung war jedoch rechtzeitig ausgelagert worden, sodass sie bis auf den Verlust von vier Gemälden in ihrem Originalzustand erhalten blieb. So konnte das Ludwig Roselius Museum nach einer Restaurierung 1954 wieder eröffnet werden.
Im Laufe der Jahre verkleinerte sich jedoch die Anzahl der Ausstellungsräume, da das Barockzimmer und das Westfriesische Zimmer nachträglich in den Grundriss des Paula-Modersohn-Becker-Hauses integriert wurden. Auch der Umfang der Sammlung wurde kleiner. 1988 verkaufte Ludwig Roselius jr. die Sammlung an die Sparkasse und die Stadtgemeinde Bremen, damit die Werke weiterhin im Ludwig Roselius Museum der Öffentlichkeit präsentiert werden konnten. Nicht alle Werke konnten allerdings durch den Besitzerwechsel in der Sammlung bleiben und gingen teilweise in Privatbesitz über. Das Ludwig Roselius Museum wurde bis 2019 von der Böttcherstraße GmbH betrieben und bildet mit dem Paula Modersohn-Becker Museum die Museen Böttcherstraße. Seit 2020 sind die Museen Böttcherstraße eine eigene Stiftungs-GmbH, losgelöst von der Böttcherstraße GmbH.

### Sammlung im Ludwig Roselius Museum
Die Sammlung und Präsentation der ausgestellten Werke im Ludwig Roselius Museum zeichnet sich insbesondere durch zwei Aspekte aus. Zum einen handelt es sich bei dem Grundstock um eine rein private Sammlung, deren Zusammenstellung auf persönliche Vorlieben Ludwig Roselius‘ zurückzuführen ist. Zum anderen erfolgt die Präsentation der Werke seit der Eröffnung 1928 in zeitlich organisierten Sälen, die auch durch die Einrichtung mit hölzernen Vitrinen, Kommoden und anderen Möbelstücken in einen zeitlichen Kontext gestellt werden. Dies entsprach dem Ansinnen Roselius’, der mit diesem Museum ein Gesamtkunstwerk norddeutscher Lebenskultur präsentieren und auf diese Weise Heimatkunst und -kunde eindringlicher vermitteln wollte. Dieser Aspekt unterscheidet die Präsentation der Sammlung diametral von anderen Museen, in denen Gemälde oft in sogenannten „white cubes“ („weißen Würfeln“: weiße, schlichte Ausstellungsräume) neutral exponiert werden.
Wie einst Ludwig Roselius setzt sich auch das heutige Museum für die Gegenwartskunst weiter ein. Sonderausstellungen wie vis-à-vis. Vom Heiligenschein zur LED von 2011 oder der Ankauf von Werken der Fotografin Esther Haase von 2013 zeigen, dass nicht nur im Paula Modersohn-Becker Museum, sondern auch im Ludwig Roselius Museum der Dialog mit der zeitgenössischen Kunst aufrechterhalten wird.

### Stilräume heute

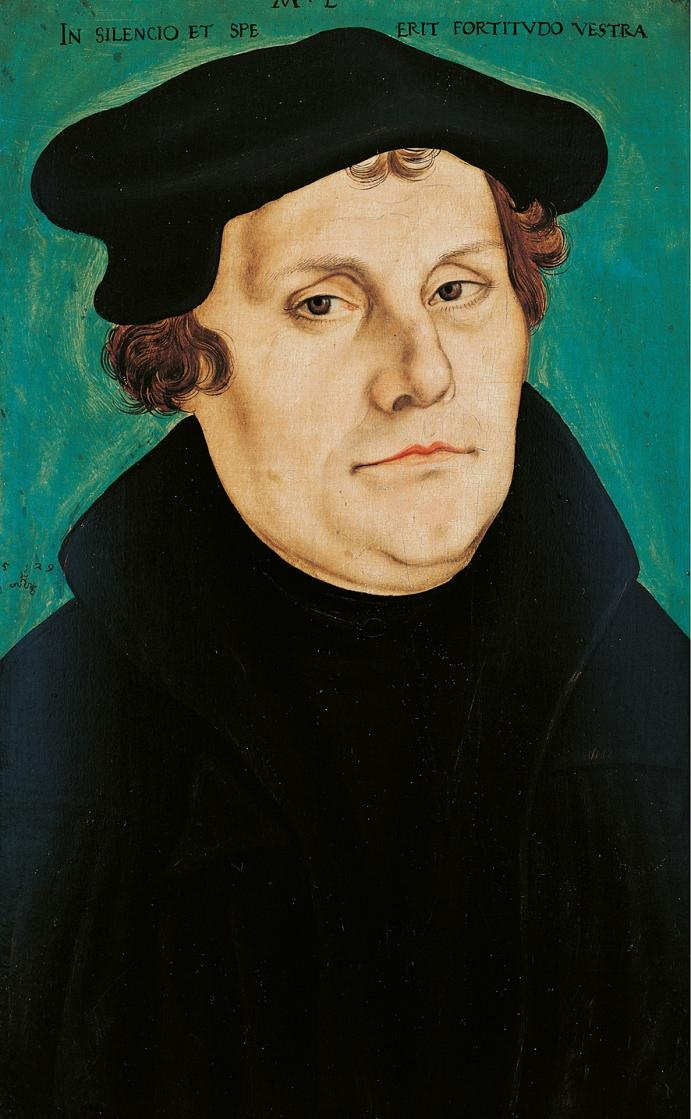
Porträt von Martin Luther im Cranach-Raum, gemalt 1529 von Lucas Cranach

Im Cranach-Raum befinden sich Werke von Lucas Cranach dem Älteren (1472–1553), darunter Porträts Martin Luthers und der Katharina von Bora (beide 1529), sowie das Andachtsbild Christus als Schmerzensmann (1537), und das Bildnis des Philipp Melanchthon (1555) von Lucas Cranach dem Jüngeren (1515–1586).
Das Esszimmer zeigt Renaissance-Werke vom 16. bis frühen 18. Jahrhundert, wie zum Beispiel das nach 1554 im niederdeutschen bzw. holländischen Raum gemalte Herrenporträt oder das im Umkreis der westfälischen Künstlerfamilie [[tom Ring]] entstandene Bildnis einer Dame mit Nelke aus der zweiten Hälfte des 16. Jahrhunderts. Vor allem durch die barocke Goldledertapete, Holztäfelung und Delfter Keramiken entsteht die Atmosphäre eines gutbürgerlichen Empfangsraumes.
Im Oberlichtsaal, dem ehemaligen Innenhof des Hauses, sind sakrale Gemälde, Reliefs und Holzskulpturen aus dem Mittelalter zu sehen, darunter Maria lactans (um 1410/20) aus der Werkstatt Conrad von Soest, Maria lactans mit betender Stifterfigur (1515) aus der Werkstatt von Joost van Cleve und zwei seltene englische Alabsterreliefs aus dem ersten Viertel des 15. Jahrhunderts.
Die Schatzkammer zeigt den Silberschatz der Compagnie der Schwarzen Häupter aus Riga. Die Dauerleihgaben der Vereinigung bestehen aus Stücken aus dem 15. bis zum 20. Jahrhundert, welche die Bruderschaft ehemaliger deutscher Kaufmänner in Riga noch immer zu ihren jährlichen Treffen nutzt.
Im Gotischen Raum befinden sich spätmittelalterliche Skulpturen und Reliefs, darunter die Beweinung Christi (1515) von Tilman Riemenschneider.
Der große Treppensaal zeigt barocke Gemälde aus dem 17. und 18. Jahrhundert. Hier finden sich viele Porträts und Stillleben. Wertvolle Delfter Porzellan-Vasen aus dem 18. Jahrhundert, Tafelsilber und Kerzenständer aus Buchsbaum schmücken den Festsaal.
Auf der Empore ist eine wertvolle Uhrensammlung mit Beispielen aus dem 16. bis 18. Jahrhundert ausgestellt. Zu sehen sind Stücke von Johannes Thier, Cornelius Uyterweer, Andreas Golling, Wolfgang Lieb, John Oakley, Johann Henner, J. van Ceulen (Le Jeune Hagae), Antoni Bradl, John Dudds, John Curtis sowie von dem Hofuhrmacher von Friedrich dem Großen Louis George.